# Araski AES

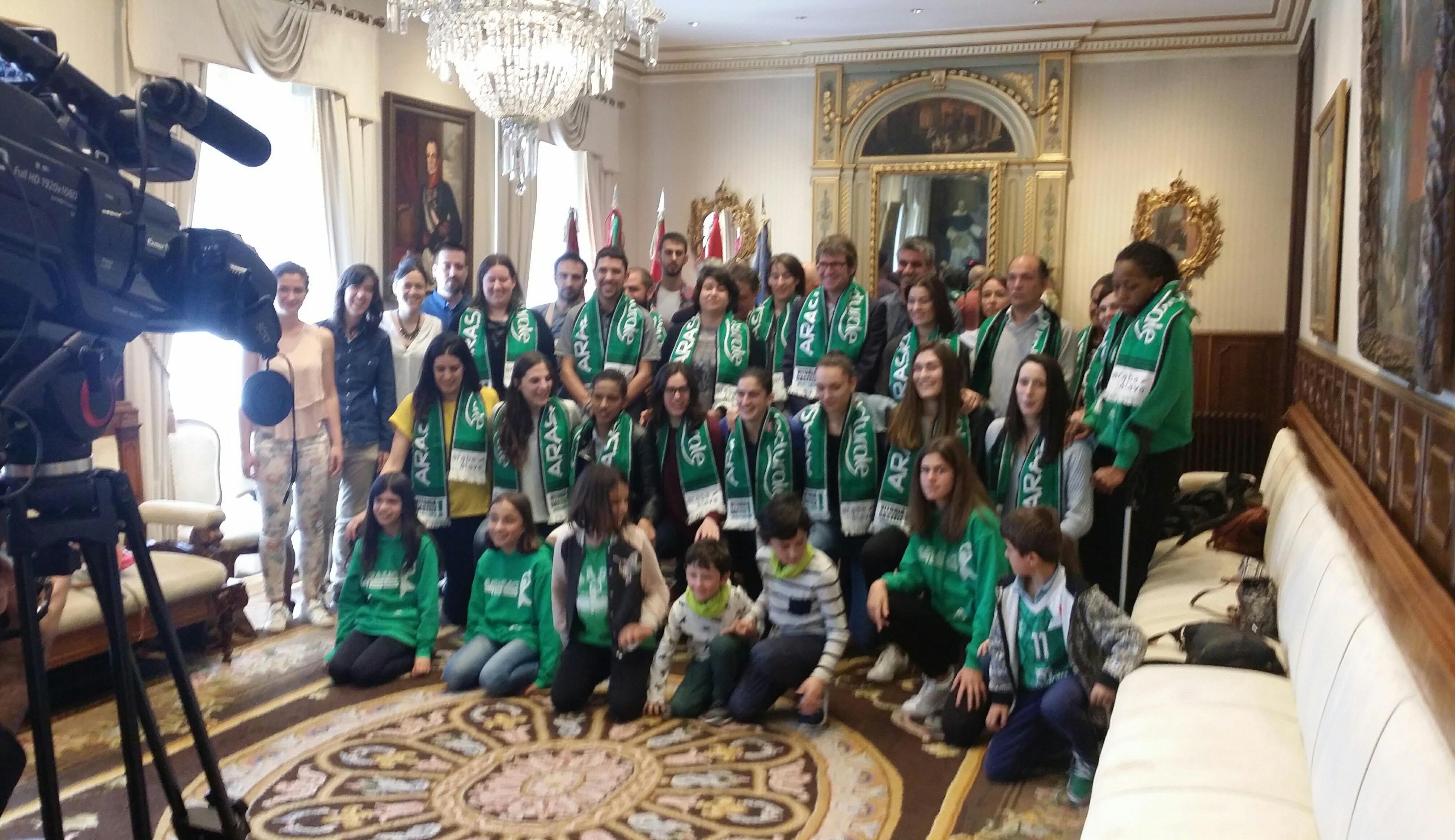

Araski AES, voluit ARASKI Arabako Emakumeen Saskibaloia, Kutxabank Araski om sponsorredenen, is een Baskische basketbalclub met damesteam gevestigd in de hoofdstad Vitoria-Gasteiz. Het eerste team promoveerde in 2016 naar de hoogste klasse, de Liga Femenina de Baloncesto de España.

## Geschiedenis
In september 2010 fuseerden Abaroa en UPV Álava voor de oprichting van Araski met als doel het vrouwenbasketbal te ontwikkelen. In mei 2016 promoveerde het team naar de Liga Femenina.
Het stadion is de Polideportivo Mendizorrotza, met 3.000 zitplaatsen.

## Bekende (oud)-speelsters
- Anna Cruz